# Alles schon okay
Alles schon okay ist ein Lied des deutschen Musikers Blinker aus dem Jahr 2022, in Zusammenarbeit mit der deutschen Singer-Songwriterin Madeline Juno. Das Stück ist die sechste Singleauskopplung aus seinem ersten Studioalbum Gegen die Angst.

## Entstehung und Artwork
Das Lied wurde von den beiden Interpreten Madeline Juno und Wieland Stahnecker (Blinker) selbst, zusammen mit den Koautoren Joschka Bender, Ralf Christian Mayer und Antonia Rug (Novaa), geschrieben. Bender und Mayer zeichneten zudem auch für die Produktion verantwortlich.
Während beide Musiker hierbei erstmals mit Novaa zusammengearbeitet haben, arbeiteten beide bereits in der Vergangenheit mit Bender und Mayer. Bender arbeitete hierbei einmalig mit Novaa zusammen, für Juno war sie zudem am Schreibprozess und der Produktion des Gastbeitrages LiLiLiebe (April 2025) beteiligt. Bender ist regelmäßig seit Blinkers Debütsingle Pinke Blicke (Januar 2018) als Autor und Produzent für ihn tätig. Mit Juno arbeitet Bender ebenfalls seit Beginn ihrer Karriere im Jahr 2013, er ist seit dem festes Mitglied ihrer Liveband und an diversen Produktionen, in verschiedenen Funktionen, beteiligt. Mayer tätigte zuvor schon die Abmischung von Junos vorangegangenen Album Besser kann ich es nicht erklären (Januar 2022), während er bei der Produktion von Blinkers ersten Studioalbum einmalig mit ihm zusammengearbeitet hat.
Auf dem Frontcover der Single sind – neben Interpretenangabe und Liedtitel – Blinker und Juno zu sehen. Es zeigt die beiden nebeneinander, in einer Telefonzelle, stehend. Das Artwork ist dabei überwiegend in schwarz-weiß gestaltet, lediglich die Interpretenangabe ist in rot gehalten. Die Fotografie entstand bei den Dreharbeiten zum dazugehörigen Musikvideo.

## Veröffentlichung und Promotion
Die Erstveröffentlichung von Alles schon okay erfolgte am 16. September 2022 als Albumtitel und Single bei Isbessa Musik. Der Vertrieb erfolgte ebenfalls durch das Musiklabel, verlegt wurde das Lied durch BMG Rights Management, Budde Music Publishing, Edition White Lake City, die Kobalt Music Group sowie Universal Music Publishing. Die Single erschien als digitaler Einzeltrack zum Download und Streaming. Darüber hinaus war das Lied Teil von Blinkers ersten Studioalbum Gegen die Angst (Katalognummer: IBVINY4), dessen sechste Singleauskopplung es ist.

## Hintergrund
Bei Alles schon okay handelt es sich nicht um die erste Zusammenarbeit zwischen Blinker und Madeline Juno. Blinker war bereits Teil bei der Produktion zu Junos fünften Studioalbum Besser kann ich es nicht erklären. Er zeichnete dabei für den Schreibprozess von sieben Liedern mitverantwortlich. Die Zusammenarbeit führten die beiden Musiker, auch nach dieser Singleveröffentlichung hinaus, weiter beziehungsweise intensivierten diese sogar. So war Blinker auch in verschiedenen Funktionen an Junos Nachfolgealbum Nur zu Besuch (Januar 2024) beteiligt, oder ist seit Ende 2023 festes Mitglied ihrer Liveband und begleitete sie auf einer Akustiktour (Oktober 2023 – November 2023) sowie der Tour zu Besuch (April 2024).

## Inhalt
| „Und es ist okay. Wenn du nicht rangehst. Scheiß auf mein Problem, ich. Werd’ es überleben, alles schon okay. Es ist echt okay. Wenn du nicht rangehst. Die Warteschlеifenmelodie. Siе klingt ein bisschen schief, doch alles schon okay.“ – Refrain, Originalauszug | Der Liedtext zu Alles schon okay ist in deutscher Sprache verfasst und stammt von den beiden Interpreten selbst sowie Novaa. Alle Texter waren zugleich, zusammen mit Joschka Bender und Ralf Christian Mayer, für die Komposition zuständig und komponierten die Musik in a-Moll mit 140 Schlägen pro Minute. Musikalisch bewegt sich das Lied im Bereich der Popmusik. Inhaltlich handelt es sich bei Alles schon okay um eine Art Streitgespräch, in der eine Person der anderen vorwirft, nicht für einen da zu sein beziehungsweise das die Person wohl nicht um das Wohlergehen des Anderen besorgt sei („Scheiß auf mein Problem“). Die beschuldigte Person erwidert damit, dass die Beschuldigungen falsch seien („Sag mir nicht, ich wär nicht da für dich / Ich bin es seit dem allerersten Tag, muss ich dir“) und das es nur ein Versehen gewesen sei, dass sie nicht erreichbar gewesen sei („Doch ich schwör’ dir, ich hab’ dich aus Versehen verpasst“) und bittet um Rückruf („Bitte ruf zurück“). Der Protagonist scheint dies jedoch nicht zu glauben, hadert schon länger mit der zwischenmenschlichen Beziehungen („Ich hab’ jetzt zehn Jahre nicht geweint“) und glaubt nicht mehr an ein gutes Ende („Glaub’, das wird nichts mehr mit uns“). |

Aufgebaut ist das Lied aus zwei Strophen, einer Bridge und einem Refrain. Es beginnt mit der ersten Strophe, die als Achtzeiler geschrieben wurde. Auf diese folgt der Refrain, der sich ebenfalls aus acht Zeilen zusammensetzt. Der gleiche Aufbau wiederholt sich mit der zweiten Strophe. Nach dem zweiten Refrain setzt als musikalisches Zwischenspiel die Bridge ein, die auch aus acht Zeilen besteht, ehe das Lied mit dem dritten Refrain endet. Alle Teile werden von den beiden Musikern gemeinsam interpretiert, wobei die Hauptinterpretation der ersten Strophe von Blinker, die der zweiten von Juno erfolgte.

## Musikvideo
Das schwarz-weiße Musikvideo zu Alles schon okay feierte seine Premiere am Tag der Singleveröffentlichung auf der Videoplattform YouTube. Dieses lässt sich in drei Abschnitt unterteilen, die immer wieder im Wechsel zu sehen sind. Zum einen zeigt es Blinker, der in einem Waldstück eine Art Grab schaufelt. Zum anderen zeigt es sowohl Blinker als auch Juno, jedoch immer vereinzelt, in einem Badezimmer oder einer Telefonzelle. Juno sieht man dabei zumeist am Telefon, während Blinker unter anderem ein Bad nimmt und dabei Instaxbilder verbrennt. Gegen Ende des Videos steht Juno an dem Waldstück, an dem Blinker das Grab geschaufelt hatte, von dem allerdings nichts mehr zu sehen ist. Danach endet das Video mit Blinker, der an der Stelle des Grabes steht. Die Gesamtlänge des Videos beträgt 3:26 Minuten. Regie führte der Berliner Filmemacher Julian Larsson.

## Mitwirkende
| Liedproduktion - Joschka Bender: Komposition, Musikproduktion - Madeline Juno: Gesang, Komposition, Liedtext - Ralf Christian Mayer: Komposition, Musikproduktion - Antonia Rug (Novaa): Komposition, Liedtext - Wieland Stahnecker (Blinker): Gesang, Komposition, Liedtext Musikvideo - Thomas Erhardts: Filmproduktion - Madeline Juno: Drehbuch - Julian Larsson: Drehbuch, Kamera, Regie, Schnitt - Wieland Stahnecker (Blinker): Drehbuch - Felix Zimmer: Kameraassistenz | Unternehmen - BMG Rights Management: Verlag - Budde Music Publishing: Verlag - Edition White Lake City: Verlag - Isbessa Musik: Musiklabel, Vertrieb - Kobalt Music Group: Verlag - Lucent Images: Filmproduktion (Musikvideo) - Universal Music Publishing: Verlag |